# Сормина
Сормина — река в России, протекает по Сургутскому району Ханты-Мансийского АО. Устье реки находится в 13 км по левому берегу реки Почекуйка. Длина реки составляет 10 км.

## Данные водного реестра
По данным государственного водного реестра России, относится к Верхнеобскому бассейновому округу, водохозяйственный участок реки — Обь от впадения реки Вах до города Нефтеюганск, речной подбассейн реки — Обь ниже Ваха до впадения Иртыша. Речной бассейн реки — Верхняя Обь до впадения Иртыша.
Код объекта в государственном водном реестре — 13011100112115200045342.